# Constituição brasileira de 1934
A Constituição Brasileira de 1934, promulgada em 16 de julho pela Assembleia Nacional Constituinte de 1934, foi redigida "para organizar um regime democrático, que assegure à Nação, a unidade, a liberdade, a justiça e o bem-estar social e econômico", segundo o próprio preâmbulo. Ela foi a que menos durou em toda a História Brasileira: vigorou por apenas três anos, mas vigorou oficialmente apenas um ano (suspensa pela Lei de Segurança Nacional). Ainda assim, ela foi importante por institucionalizar a reforma da organização político-social brasileira, estabelecendo a democracia brasileira — não com a exclusão das oligarquias rurais, mas com a inclusão dos militares, classe média urbana, operários  e industriais no jogo de poder.
A Constituição de 1934 foi uma possível consequência  da Revolução Constitucionalista de 1932, quando tropas de São Paulo, incluindo voluntários, militares do Exército e a Força Pública, lutaram contra as forças do Exército Brasileiro. A constituição também foi uma possível consequência do tenentismo e da Revolução de 1930 quando militares dissidentes com o apoio de parte da população destituíram a Primeira Republica. A Assembleia Constituinte em maio de 1933, aprovou a nova Constituição substituindo a Constituição de 1891, já recente devido ao dinamismo e evolução da política brasileira. Em 1934, a Assembleia Nacional Constituinte, convocada pelo Governo Provisório da Revolução de 1930, redigiu e promulgou a segunda constituição republicana do Brasil. Reformando profundamente a organização da República Velha, realizando mudanças progressistas, a Carta de 1934 foi inovadora mas durou pouco: em 1937, uma constituição já pronta foi outorgada por Getúlio Vargas, transformando o presidente em ditador e o estado revolucionário em autoritário.

## Contexto histórico
Após a Revolução de 30, o Brasil ficou quatro anos em governo provisório. O provisório acabou durando por mais tempo que o constitucional. A República Velha foi extinta, assim como a constituição de 1891, e, em seu lugar, tenentes e opositores das oligarquias cafeeiras tentavam construir uma nova república. O presidente eleito do Brasil, em 1930, o paulista Júlio Prestes foi impedido de tomar posse, e, em seu lugar, assumiu, em 3 de novembro de 1930, Getúlio Vargas.
Uma das primeiras medidas do governo provisório, chefiado desde novembro de 1930, por Getúlio Vargas, foi nomear interventores de confiança para todos os estados, exceto Minas Gerais governado por seu aliado Olegário Maciel que ajudou em seu projeto revolucionário de acabar com as oligarquias.  O estado de São Paulo , em 1932, rebelou-se exigindo de Getúlio Vargas a convocação de uma assembleia nacional constituinte. Os paulistas argumentavam que o governo provisório era na verdade uma ditadura, Vargas retaliava argumentando que a constituinte já tinha sido convocada, em fevereiro de 1932, antes da revolução que havia ocorrido em julho de 32.
Tal assembleia foi eleita em maio de 1933 e aberta em novembro do mesmo ano, com a tarefa de dar ao País uma constituição que se adequasse aos  novos tempos  e conferisse maior poder de participação às camadas mais baixas da sociedade  mas não tão baixas pois o analfabeto continuaria excluído do poder, embora muitas pessoas pobres deixaram de ser analfabetas, graças ao ensino publico garantido pela constituição.
O governo de Getúlio Vargas, no período de 1930 a 1934 tinha tomado medidas de emergência para combater a crise internacional (como a medida classificada como populista de organizar sindicatos para que eles fossem subordinados ao governo afim de conter as tensões sociais e comprar e queimar sacas de café, a fim interromper a queda de preço do café devido à Grande Depressão. O governo precisava então de uma base legal que o sustentasse e confirmasse no poder. Essa base seria a Constituição de 1934.

## Elaboração e promulgação
O Governo Provisório havia criado, em 1933, uma comissão de juristas, a "Comissão do Itamaraty", que recebeu este nome porque se reunia no Palácio do Itamaraty, para elaborar um anteprojeto de constituição, o qual previa um poder executivo federal forte e centralizador, ao gosto de Getúlio. Porém a Constituição de 1934, acabou sendo descentralizadora e estatizante dando grande autonomia aos estados federados. Foram extintos os senados estaduais que jamais voltaram a existir.
Era evidente a troca de classe dominante: antes a oligarquia cafeeira, agora industriais, classe média e militares, exceto em Minas Gerais e Rio Grande do Sul onde PRM e PRR continuavam no domínio da política. A nova constituição precisaria refletir isso. Na Europa, os regimes fascistas e autoritários estavam em ascensão. A influência da constituição alemã de 1920 (a da chamada "República de Weimar"), que estabelecia uma república federalista com executivo forte, foi muito grande. Também a constituição da Espanha  de 1931 (que na época era uma república igualmente federalista) foi fonte de inspiração para os criadores da carta brasileira — em sua maior parte, pessoas do próprio governo. A constituição instituiu importantes reformas que contribuíram para a democratização do Brasil e para mais inclusão dos menos favorecidos como o Voto Secreto Feminino e Leis Trabalhistas, mas ao mesmo tempo abria brecha para perseguições a exemplo da Lei de Segurança Nacional.
A Carta de 34 foi elaborada e discutida na Assembleia Nacional Constituinte inaugurada em 15 de dezembro de 1933, que era formada de 214 parlamentares, mais 40 representantes de sindicatos, recomendados pelo próprio governo, a exemplo do que se fazia na Itália de Mussolini e na Alemanha de Hitler. Tanto reformas importantes (como a modificação do sistema eleitoral, com voto secreto e extensivo às mulheres) quanto detalhes puramente preciosistas (como a modernização ou não das regras ortográfica e a menção ou não a "Deus" no preâmbulo) foram temas dos debates. Enfim, a 15 de julho de 1934, o Brasil ganhava nova constituição e a Assembleia confirmava Getúlio Vargas na presidência.

## Características da constituição de 1934 e seus críticos

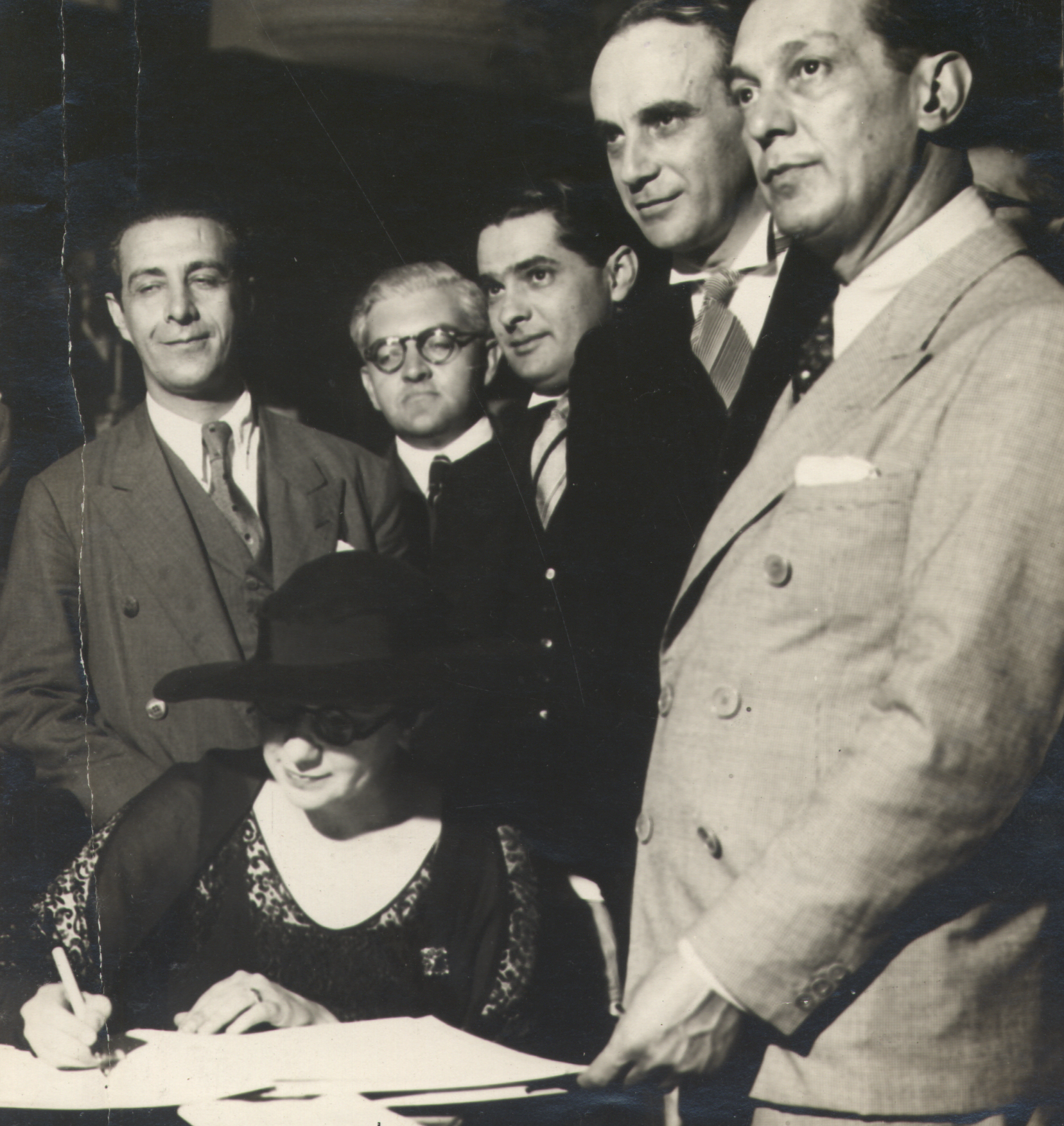
Carlota Pereira de Queiroz, a única mulher da Assembleia Constituinte de 1934.

Quase todas as constituições brasileiras tiveram inspiração estrangeira, de algum país que seguisse o modelo que se quisesse adotar na época. A constituição de 1824 se inspirou na constituição francesa de 1814 que restaurou a dinastia Bourbon; a constituição de 1891 baseou-se na constituição dos Estados Unidos (até por adotar o nome oficial do País, que passou de Império para Estados Unidos do Brasil); a de 1934, na constituição de Weimar alemã; a constituição de 1937 na constituição polonesa. Até a política do New Deal nos Estados Unidos serviu de referência para alguns pontos. No final das contas, a Constituição de 1934 foi uma grande mistura de princípios liberais, autoritários, estatizantes, idealistas, utópicos e corporativistas.
A carta de 1934, no que compete à legislação trabalhista, é bastante progressista, com influências claras das ideias socialistas pré-Revolução de 30. Ela também confirmara o federalismo no Brasil, com estados autônomos em relação à União, mas na prática isso não ocorreu, pois o governo Vargas promoveu desde cedo a centralização do poder. Ainda assim, ela representou um avanço importante almejado desde 1922, início das revoltas tenentistas.
O maior crítico da Constituição de 1934, desde quando estava sendo elaborada foi o presidente Getúlio Vargas e seu parecer sobre ela foi extremamente negativo. A principal crítica, feita por Getúlio, à Constituição de 1934, constituía em seu caráter inflacionário, pois, calculava-se que, se todas as nacionalizações de bancos e de minas fossem feitas, e se todos os direitos sociais nela previstos fossem implantados, os custos para as empresas privadas, as despesas do governo e o déficit público se elevariam muito.
Uma das grandes despesas que o governo teria, que era prevista na constituição de 1934, no seu artigo 138, era que o estado deveria: "socorrer as famílias de prole numerosa", que constituíam a grande maioria das famílias brasileiras daquela época que eram compostas de famílias que possuíam muitos filhos.
A segunda crítica que o governo de Getúlio fazia à Constituição de 1934, é de que ela, sendo liberal demais, não permitia adequado combate à subversão.
Nas comemorações dos 10 anos da revolução de 1930, Getúlio, em discurso de 11 de novembro de 1940, assim expressou, resumidamente, suas críticas à Constituição de 1934:
| “ | Uma constitucionalização apressada, fora de tempo, apresentada como panaceia de todos os males, traduziu-se numa organização política feita ao sabor de influências pessoais e partidarismo faccioso, divorciada das realidades existentes. Repetia os erros da Constituição de 1891 e agravava-os com dispositivos de pura invenção jurídica, alguns retrógrados e outros acenando a ideologias exóticas. Os acontecimentos incumbiram-se de atestar-lhe a precoce inadaptação! | ” |

## Principais disposições

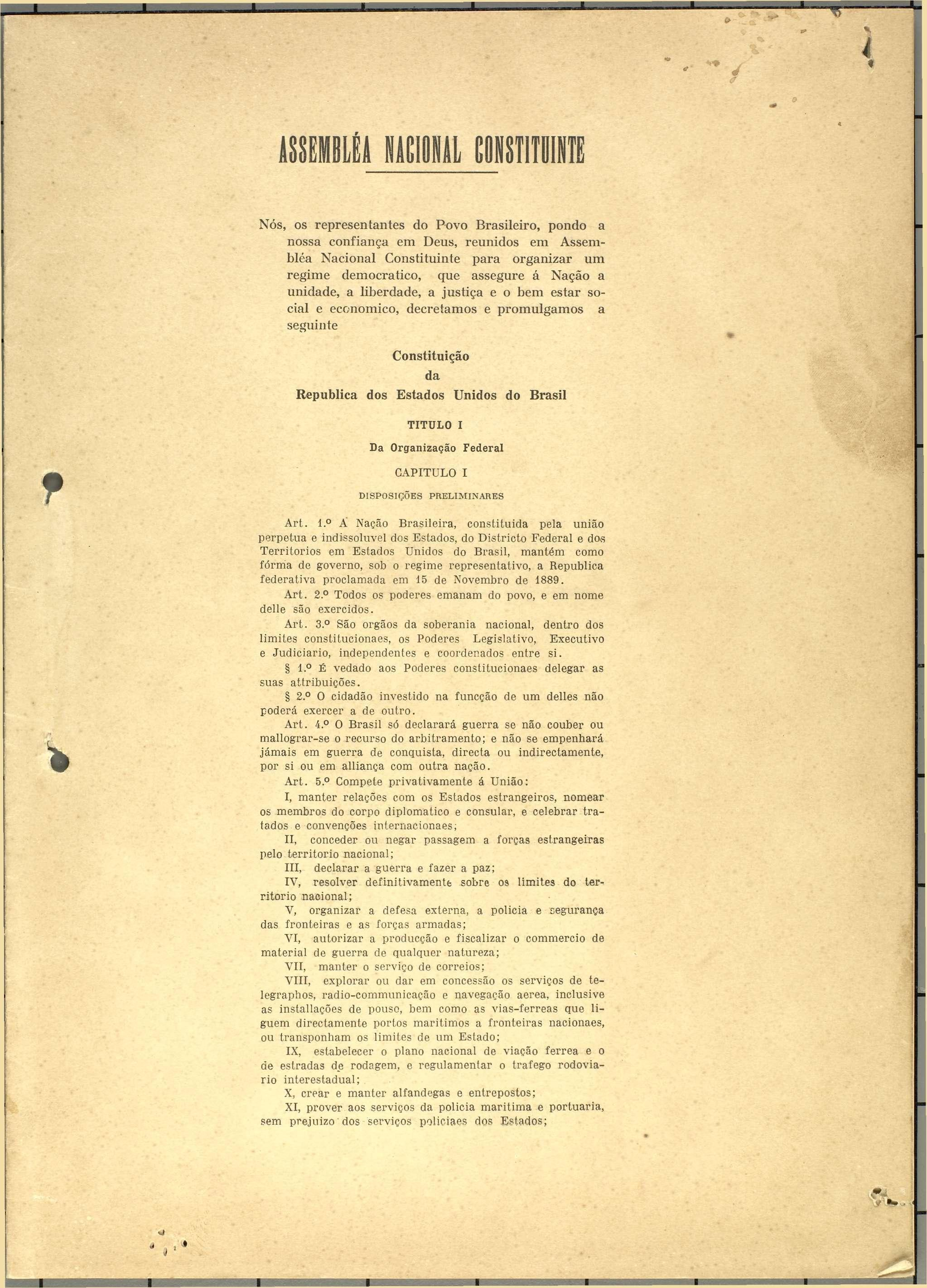
Constituição da República dos Estados Unidos do Brasil de 1934, primeira página (Arquivo Nacional).

Considerada progressista para a época, a nova Constituição:
- instituiu o voto secreto;
- estabeleceu o voto obrigatório para maiores de 18 anos;
- propiciou o voto feminino, direito há muito reivindicado, que já havia sido instituído em 1932 pelo Código Eleitoral do mesmo ano;
- previu a criação da Justiça do Trabalho;
- previu a criação da Justiça Eleitoral;
- nacionalizou as riquezas do subsolo e quedas d'água no país;

De suas principais medidas, podemos destacar que a Constituição de 1934:
- Prevê nacionalização dos bancos e das empresas de seguros;
- Determina que as empresas estrangeiras deverão ter pelo menos 2/3 de empregados brasileiros;
- Confirma a Lei Eleitoral de 1932, com Justiça Eleitoral, voto feminino, voto aos 18 anos (antes era aos 21) e deputados classistas (representantes de classes sindicais);
- Proíbe o trabalho infantil, determina jornada de trabalho de oito horas, repouso semanal obrigatório, férias remuneradas, indenização para trabalhadores demitidos sem justa causa, assistência médica e dentária, assistência remunerada a trabalhadoras grávidas;
- Proíbe a diferença de salário para um mesmo trabalho, por motivo de idade, sexo, nacionalidade ou estado civil;
- Prevê uma lei especial para regulamentar o trabalho agrícola e as relações no campo (que não chegou a ser feita) e reduz o prazo de aplicação de usucapião a um terço dos originais 30 anos.

Com a Constituição de 1934, a questão social passou a assumir grande destaque no país: direitos democráticos foram conquistados, a participação popular no processo político aumentou, as oligarquias sentiram-se ameaçadas - juntamente com a burguesia - pela crescente organização do operariado brasileiro e de suas reivindicações. Nessa conjuntura registrou-se a primeira grande campanha nacional em que a Imprensa esteve envolvida: o debate a respeito do apelo nacionalista apregoado pelo Integralismo, movimento antiliberal, antissocialista, autoritário, assemelhado ao Fascismo italiano.

Em consequência disso, o equilíbrio era algo difícil e já se previa naquela época que alcançá-lo iria levar tempo, para as novas forças políticas brasileiras. Nas palavras do historiador Lemos Britto: 
"No que toca, porém, à estrutura política do Estado, continuamos convencidos de que o novo Estatuto produzirá em breve, graves perturbações no país, não só em virtude do ecletismo teórico adotado, como da dificuldade de execução de muitos dos seus raros princípios."
Ela atendeu aos interesses dos antigos tenentistas e nacionalistas, na medida em que promoveu a modernização das instituições sociais (prevendo, por exemplo, a nacionalização de empresas estrangeiras quando "necessário"); aos interesses da oligarquia, que continuou presente e ativa, principalmente em São Paulo e Minas Gerais; e até aos interesses dos integralistas, quando estabelecia organizações sindicais subordinadas diretamente ao Governo.
Se a nova constituição teria sido boa para os interesses da nação e funcional para o sistema político do País, isso só o tempo poderia dizer e, para a Constituição de 1934, o tempo foi ligeiro. Por isso, o teste de democracia moderna no Brasil teria que aguardar até 1946, quando a outra constituição liberal-democrática foi promulgada.